# Barbapapa/Episodenliste
Diese Episodenliste enthält alle Episoden der französischen Zeichentrickserie Barbapapa mit zwei Staffeln von 1974 und 1977 sowie der neuen Umsetzung Um die Welt mit Barbapapa von 1999.
Die Folgen wurden in verschiedenen DVD-Editionen herausgegeben. Die Classics-DVD enthält die Folgen aus den 1970er Jahren auf drei DVDs. Die Um-die-Welt-DVD-Ausgabe enthält auf zwei Datenträgern die Folgen von 1999 sowie in einer Sammelausgabe auch die 45 der ersten Staffel von 1974. 2012 erschien bei Universum Film eine Komplettbox mit allen Folgen.
Einige Folgen sind im französischen Original in einer anderen Reihenfolge, diese ist in Klammern angegeben.

## Staffel 1
| Nr. (ges.) | Nr. (St.) | Deutscher Titel         | Originaltitel        | Erstausstrahlung Frankreich | Deutschsprachige Erstausstrahlung (D) | DVDs                          |
| ---------- | --------- | ----------------------- | -------------------- | --------------------------- | ------------------------------------- | ----------------------------- |
| 1          | 1         | Die Geburt              | La naissance         | 2. Okt. 1974                | 5. Nov. 1974                          | Classics 1 Um die Welt Sammel |
| 2          | 2         | Das Feuer               | Le feu               | 1974                        | 1974                                  | Classics 1 Um die Welt Sammel |
| 3          | 3         | Der Strand              | La plage             | 1974                        | 1974                                  | Classics 1 Um die Welt Sammel |
| 4          | 4         | Unterwegs               | En route             | 1974                        | 1974                                  | Classics 1 Um die Welt Sammel |
| 5          | 5         | Das Meer                | La mer               | 1974                        | 1974                                  | Classics 1 Um die Welt Sammel |
| 6          | 6         | Indien                  | L’Inde               | 1974                        | 1974                                  | Classics 1 Um die Welt Sammel |
| 7          | 7         | Amerika                 | L’Amérique           | 1974                        | 1974                                  | Classics 1 Um die Welt Sammel |
| 8          | 8         | Barbamama               | Barbamama            | 1974                        | 1974                                  | Classics 1 Um die Welt Sammel |
| 9          | 9         | Der Hafen               | Le port              | 1974                        | 1974                                  | Classics 1 Um die Welt Sammel |
| 10         | 10        | Das neue Haus           | Le château           | 1974                        | 1974                                  | Classics 1 Um die Welt Sammel |
| 11         | 11        | Das Hausproblem         | Problème de maison   | 1974                        | 1974                                  | Classics 1 Um die Welt Sammel |
| 12         | 12        | Das Barbapapa-Haus      | Maison de Barbapapa  | 1974                        | 1974                                  | Classics 1 Um die Welt Sammel |
| 13         | 13        | Der kleine Zug          | Le petit train       | 1974                        | 1974                                  | Classics 1 Um die Welt Sammel |
| 14         | 14        | Durch die Wüste         | Le désert            | 1974                        | 1974                                  | Classics 1 Um die Welt Sammel |
| 15 (32)    | 15 (32)   | Die Eier                | Les œufs             | 1974                        | 1974                                  | Classics 1 Um die Welt Sammel |
| 16         | 16        | Die schönen Künste      | Les beaux-arts       | 1974                        | 1974                                  | Classics 1 Um die Welt Sammel |
| 17         | 17        | Sport                   | Le sport             | 1974                        | 1974                                  | Classics 1 Um die Welt Sammel |
| 18         | 18        | Babysitter              | Baby-sitter          | 1974                        | 1974                                  | Classics 1 Um die Welt Sammel |
| 19         | 19        | Das Mikroskop           | Le microscope        | 1974                        | 1974                                  | Classics 1 Um die Welt Sammel |
| 20         | 20        | Die Eisenbahn           | Chef de gare         | 1974                        | 1974                                  | Classics 1 Um die Welt Sammel |
| 21         | 21        | Die Töpferei            | La poterie           | 1974                        | 1974                                  | Classics 1 Um die Welt Sammel |
| 22         | 22        | Der Koffer              | La valise            | 1974                        | 1974                                  | Classics 1 Um die Welt Sammel |
| 23         | 23        | Afrika                  | L’Afrique            | 1974                        | 1974                                  | Classics 1 Um die Welt Sammel |
| 24         | 24        | Die Schafschur          | La tonte des moutons | 1974                        | 1974                                  | Classics 1 Um die Welt Sammel |
| 25         | 25        | Das Weben               | Le tissage           | 1974                        | 1974                                  | Classics 1 Um die Welt Sammel |
| 26         | 26        | Der Stier               | Le taureau           | 1974                        | 1974                                  | Classics 1 Um die Welt Sammel |
| 27         | 27        | Die Milchflasche        | Le biberon           | 1974                        | 1974                                  | Classics 1 Um die Welt Sammel |
| 28         | 28        | Die Verwandlung         | La métamorphose      | 1974                        | 1974                                  | Classics 1 Um die Welt Sammel |
| 29         | 29        | Die Frisur              | La coiffure          | 1974                        | 1974                                  | Classics 1 Um die Welt Sammel |
| 30         | 30        | Der Schi                | Le ski               | 1974                        | 1974                                  | Classics 1 Um die Welt Sammel |
| 31 (42)    | 31 (42)   | Die Umweltverschmutzung | Pollution            | 1974                        | 1974                                  | Classics 2 Um die Welt Sammel |
| 32 (31)    | 32 (31)   | Der Wald                | La forêt             | 1974                        | 1974                                  | Classics 2 Um die Welt Sammel |
| 33         | 33        | Die Regatta             | La régate            | 1974                        | 1974                                  | Classics 2 Um die Welt Sammel |
| 34         | 34        | Die Flöhe               | Les puces            | 1974                        | 1974                                  | Classics 2 Um die Welt Sammel |
| 35         | 35        | Die Weinlese            | Les vendanges        | 1974                        | 1974                                  | Classics 2 Um die Welt Sammel |
| 36         | 36        | Insekten                | Les insectes         | 1974                        | 1974                                  | Classics 2 Um die Welt Sammel |
| 37         | 37        | Die Maschine            | La machine           | 1974                        | 1974                                  | Classics 2 Um die Welt Sammel |
| 38         | 38        | Modefotos               | Photo de mode        | 1974                        | 1974                                  | Classics 2 Um die Welt Sammel |
| 39         | 39        | Das Konzert             | Le concert           | 1974                        | 1974                                  | Classics 2 Um die Welt Sammel |
| 40         | 40        | Der Geburtstag          | L’anniversaire       | 1974                        | 1974                                  | Classics 2 Um die Welt Sammel |
| 41         | 41        | Der Bergsteiger         | L’alpiniste          | 1974                        | 1974                                  | Classics 2 Um die Welt Sammel |
| 42 (43)    | 42 (43)   | Die Jagd                | La chasse            | 1974                        | 1974                                  | Classics 2 Um die Welt Sammel |
| 43         | 43        | Das Picknick            |                      | 1974                        | 1974                                  | Classics 2 Um die Welt Sammel |
| 44         | 44        | Die Rettung             | Le sauvetage         | 1974                        | 1974                                  | Classics 2 Um die Welt Sammel |
| 45         | 45        | Rückkehr zur Erde       | Retour sur Terre     | 1974                        | 1974                                  | Classics 2 Um die Welt Sammel |

## Staffel 2
| Nr. (ges.) | Nr. (St.) | Deutscher Titel                | Originaltitel               | Erstausstrahlung Frankreich | Deutschsprachige Erstausstrahlung (D) | DVDs       |
| ---------- | --------- | ------------------------------ | --------------------------- | --------------------------- | ------------------------------------- | ---------- |
| 46         | 1         | Das Sparschwein                | La tirelire                 | 1977                        | 1977                                  | Classics 3 |
| 47         | 2         | Der Matador                    | Matador                     | 1977                        | 1977                                  | Classics 3 |
| 48         | 3         | Mexiko                         | Mexique                     | 1977                        | 1977                                  | Classics 3 |
| 49         | 4         | Die Falle                      | Le piège                    | 1977                        | 1977                                  | Classics 3 |
| 50         | 5         | Die Babynahrung                | Le repas de bébé            | 1977                        | 1977                                  | Classics 3 |
| 51         | 6         | Der Zirkus                     | Le cirque                   | 1977                        | 1977                                  | Classics 3 |
| 52         | 7         | Doktor Barbakus                | Docteur Barbidou            | 1977                        | 1977                                  | Classics 3 |
| 53         | 8         | Der Briefträger                | Le facteur                  | 1977                        | 1977                                  | Classics 3 |
| 54         | 9         | Das Baby hat Geburtstag        | L’anniversaire de bébé      | 1977                        | 1977                                  | Classics 3 |
| 55         | 10        | Geheimnisvolle Tiere           | Les animaux mystérieux      | 1977                        | 1977                                  | Classics 3 |
| 56         | 11        | Das gebrochene Bein            | La jambe cassée             | 1977                        | 1977                                  | Classics 3 |
| 57 (93)    | 12 (48)   | Der Spielplatz                 | Le terrain de jeux          | 1977                        | 1977                                  | Classics 3 |
| 58         | 13        | Im Spielzeugladen              | Les jouets                  | 1977                        | 1977                                  | Classics 3 |
| 59         | 14        | Der geheimnisvolle Dieb        |                             | –                           | 1977                                  | Classics 3 |
| 60         | 15        | Der Roboter                    |                             | –                           | 1977                                  | Classics 3 |
| 61         | 16        | Die Safari                     |                             | –                           | 1977                                  | Classics 3 |
| 62         | 17        | Rettet die Tiere!              |                             | –                           | 1977                                  | Classics 3 |
| 63         | 18        | Das Versteckspiel              |                             | –                           | 1977                                  | Classics 3 |
| 64 (59)    | 19 (14)   | Streit im Saloon               | Bataille de saloon          | 1977                        | 1977                                  | Classics 3 |
| 65 (60)    | 20 (15)   | Der verschwundene Kirschkuchen | Le mystère de la tarte      | 1977                        | 1977                                  | Classics 3 |
| 66 (61)    | 21 (16)   | Die zerbrochenen Eier          | Le mystère des oeufs        | 1977                        | 1977                                  | Classics 3 |
| 67 (62)    | 22 (17)   | Das Auto                       | L’auto                      | 1977                        | 1977                                  | Classics 3 |
| 68 (63)    | 23 (18)   | Im Wilden Westen               | Buffalo Bill                | 1977                        | 1977                                  | Classics 3 |
| 69 (64)    | 24 (19)   | Der Dinosaurier                | Le dinosaure                | 1977                        | 1977                                  | Classics 3 |
| 70 (65)    | 25 (20)   | Wo ist Barbapapa?              | La disparition de barbamama | 1977                        | 1977                                  | Classics 3 |
| 71 (66)    | 26 (21)   | Die Freiluftschule             | Ecole en plein air          | 1977                        | 1977                                  | Classics 3 |
| 72 (67)    | 27 (22)   | Die Hundeschau                 | Exposition canine           | 1977                        | 1977                                  | Classics 3 |
| 73 (68)    | 28 (23)   | Das Weihnachtsfest             | Noël                        | 1977                        | 1977                                  | Classics 4 |
| 74 (69)    | 29 (24)   | Das Phantom                    | Le retour du fantôme        | 1977                        | 1977                                  | Classics 4 |
| 75 (70)    | 30 (25)   | Die Musikschule                | Ecole de musique            | 1977                        | 1977                                  | Classics 4 |
| 76 (71)    | 31 (26)   | Die Bestie                     | Le monstre                  | 1977                        | 1977                                  | Classics 4 |
| 77 (72)    | 32 (27)   | Das Spukhaus                   | La maison hantée            | 1977                        | 1977                                  | Classics 4 |
| 78 (73)    | 33 (28)   | Professor Panda                | Professeur Panda            | 1977                        | 1977                                  | Classics 4 |
| 79 (74)    | 34 (29)   | Der Dieb                       | Le voleur                   | 1977                        | 1977                                  | Classics 4 |
| 80 (75)    | 35 (30)   | Barbabos Geheimnis             | Le secret de Barbouille     | 1977                        | 1977                                  | Classics 4 |
| 81 (76)    | 36 (31)   | Das Autorennen                 | La course automobile        | 1977                        | 1977                                  | Classics 4 |
| 82 (77)    | 37 (32)   | Die Antarktis                  | L’Antarctique               | 1977                        | 1977                                  | Classics 4 |
| 83 (78)    | 38 (33)   | Der Zauberer                   | Le magicien                 | 1977                        | 1977                                  | Classics 4 |
| 84 (79)    | 39 (34)   | Das Musical                    | La comédie musicale         | 1977                        | 1977                                  | Classics 4 |
| 85 (80)    | 40 (35)   | Der Töpfer                     | Le potier                   | 1977                        | 1977                                  | Classics 4 |
| 86 (81)    | 41 (36)   | Das Theater                    | Le théâtre                  | 1977                        | 1977                                  | Classics 4 |
| 87 (82)    | 42 (37)   | Das Schulfest                  | La fête de l’école          | 1977                        | 1977                                  | Classics 4 |
| 88 (83)    | 43 (38)   | Das Geheimnis des Dschungels   | Mystère de la jungle        | 1977                        | 1977                                  | Classics 4 |
| 89 (84)    | 44 (39)   | Japan                          | Visite au Japon             | 1977                        | 1977                                  | Classics 4 |
| 90 (85)    | 45 (40)   | Der Garten                     | Le jardin                   | 1977                        | 1977                                  | Classics 4 |
| 91 (86)    | 46 (41)   | Der Zugvogel                   | L’oiseau migrateur          | 1977                        | 1977                                  | Classics 4 |
| 92 (87)    | 47 (42)   | Barbarix                       | Barbibul                    | 1977                        | 1977                                  | Classics 4 |
| 93 (88)    | 48 (43)   | Barbabella                     | Barbabelle                  | 1977                        | 1977                                  | Classics 4 |
| 94 (89)    | 49 (44)   | Barbakus                       | Barbidou                    | 1977                        | 1977                                  | Classics 4 |
| 95 (90)    | 50 (45)   | Das Pferderennen               | La course de chevaux        | 1977                        | 1977                                  | Classics 4 |
| 96 (91)    | 51 (46)   | Der Drache                     | Le dragon                   | 1977                        | 1977                                  | Classics 4 |
| 97 (92)    | 52 (47)   | Im Heißluftballon              | En montgolfière             | 1977                        | 1977                                  | Classics 4 |
| 98         | 53        | Das nächtliche Unwetter        |                             | –                           | 1977                                  | Classics 4 |
| 99         | 54        | Der Regenschirm                |                             | –                           | 1977                                  | Classics 4 |
| 100        | 55        | Die Eichhörnchen               |                             | –                           | 1977                                  | Classics 4 |

## Um die Welt mit Barbapapa
Die neue Serie wurde 1999 komplett bei Studio Pierrot in Japan produziert und dort im gleichen Jahr als Babapapa Sekai o Mawaru (バーバパパ世界をまわる) erstmals ausgestrahlt. Die Ausstrahlung in Frankreich folgte 2001. Die deutsche Erstausstrahlung 2003 bei RTL erfolgte unregelmäßig mit meist mehreren Folgen hintereinander. Alle Folgen erschienen auch in der Sammelausgabe der DVD-Veröffentlichung von Um die Welt mit Barbapapa.
| Nr. (ges.) | Nr. (St.) | Deutscher Titel                                  | Originaltitel                                                  | Erstausstrahlung Japan | Deutschsprachige Erstausstrahlung (D) | DVDs          |
| ---------- | --------- | ------------------------------------------------ | -------------------------------------------------------------- | ---------------------- | ------------------------------------- | ------------- |
| 1          | 1         | Unsere bunte Stadt: Auf dem Bauernhof            | Bokujō (Furusato Hen) / 牧場(ふるさと編)                       | 5. Juli 1999           | 2. Feb. 2003                          | Um die Welt 1 |
| 2          | 2         | Unsere bunte Stadt: Im Wald sind keine Räuber    | Mori (Furusato Hen) / 森(ふるさと編)                           | 6. Juli 1999           | 2. Feb. 2003                          | Um die Welt 1 |
| 3          | 3         | Unsere bunte Stadt: Jetzt geht es los!           | Shuppatsu (Furusato Hen) / 出発(ふるさと編)                    | 7. Juli 1999           | 2. Feb. 2003                          | Um die Welt 1 |
| 4          | 4         | In Neu Guinea: Alle Vögel fliegen hoch!          | Gokurakuchō (New Guinea Hen) / 極楽鳥(ニューギニア編)          | 8. Juli 1999           | 2. Feb. 2003                          | Um die Welt 1 |
| 5          | 5         | In Neu Guinea: Flott wie die Schildkröten        | Umigame (New Guinea Hen) / 海ガメ(ニューギニア編)              | 9. Juli 1999           | 16. März 2003                         | Um die Welt 1 |
| 6          | 6         | In den Anden: Die Kaktusblüte                    | Saboten (Andes Hen) / サボテン(アンデス編)                     | 12. Juli 1999          | 16. März 2003                         | Um die Welt 1 |
| 7          | 7         | In den Anden: Da bleibt uns ja die Spucke weg    | Llama (Andes Hen) / ラマ(アンデス編)                           | 13. Juli 1999          | 16. März 2003                         | Um die Welt 1 |
| 8          | 8         | In den Anden: Ein bärenstarkes Abenteuer         | Kuma (Andes Hen) / クマ(アンデス編)                            | 14. Juli 1999          | 16. März 2003                         | Um die Welt 1 |
| 9          | 9         | In Sumatra: Das Nashorn mit dem dicken Fell      | Sai (Sumatra Hen) / サイ(スマトラ編)                           | 15. Juli 1999          | 16. Feb. 2003                         | Um die Welt 1 |
| 10         | 10        | In Sumatra: Was der Orang-Utan kann              | Orangutan (Sumatra Hen) / オランウータン(スマトラ編)           | 16. Juli 1999          | 16. Feb. 2003                         | Um die Welt 1 |
| 11         | 11        | In Australien: Du und das Känguru                | Kangaroo (Australia Hen) / カンガルー(オーストラリア編)        | 19. Juli 1999          | 16. Feb. 2003                         | Um die Welt 1 |
| 12         | 12        | In Australien: Ein Beuteltier, das merk ich mir! | Koala (Australia Hen) / コアラ(オーストラリア編)               | 20. Juli 1999          | 16. Feb. 2003                         | Um die Welt 1 |
| 13         | 13        | In Australien: Es brennt! Es brennt!             | Yamakaji (Australia Hen) / 山火事(オーストラリア編)            | 21. Juli 1999          | 23. Feb. 2003                         | Um die Welt 1 |
| 14         | 14        | Im Himalaja: Es ist kalt am Gletscherspalt       | Hyōga (Himalaya Hen) / 氷河(ヒマラヤ編)                        | 22. Juli 1999          | 23. Feb. 2003                         | Um die Welt 1 |
| 15         | 15        | Im Himalaja: Zuviel Schnee ist auch nicht schee  | Nadare (Himalaya Hen) / なだれ(ヒマラヤ編)                     | 23. Juli 1999          | 23. Feb. 2003                         | Um die Welt 1 |
| 16         | 16        | Auf Borneo: Ein Affe macht Theater               | Tenguzaru (Borneo Hen) / テングザル(ボルネオ編)                | 26. Juli 1999          | 23. Feb. 2003                         | Um die Welt 1 |
| 17         | 17        | Auf Borneo: Vorsicht Treibsand                   | Mangrove (Borneo Hen) / マングローブ(ボルネオ編)               | 27. Juli 1999          | 2. März 2003                          | Um die Welt 1 |
| 18         | 18        | Auf Borneo: Schlangenlinien                      | Nishikihebi (Borneo Hen) / ニシキヘビ(ボルネオ編)              | 28. Juli 1999          | 2. März 2003                          | Um die Welt 1 |
| 19         | 19        | In Indien: Der Tiger in dir                      | Tora (India Hen) / トラ(インド編)                              | 29. Juli 1999          | 2. März 2003                          | Um die Welt 1 |
| 20         | 20        | In Indien: Der Tag, an dem der Regen kam         | Monsoon (India Hen) / モンスーン(インド編)                     | 30. Juli 1999          | 2. März 2003                          | Um die Welt 1 |
| 21         | 21        | Am Amazonas: 100 Punkte für den Jaguar           | Jaguar (Amazon Hen) / ジャガー(アマゾン編)                     | 9. Aug. 1999           | 30. März 2003                         | Um die Welt 1 |
| 22         | 22        | Am Amazonas: Klammeräffchen                      | Kumozaru (Amazon Hen) / クモザル(アマゾン編)                   | 10. Aug. 1999          | 30. März 2003                         | Um die Welt 1 |
| 23         | 23        | Am Amazonas: Alles fließt                        | Amazongawa (Amazon Hen) / アマゾン川(アマゾン編)               | 11. Aug. 1999          | 30. März 2003                         | Um die Welt 1 |
| 24         | 24        | In China: Schwarz und weiß                       | Panda (Chūgoku Hen) / パンダ(中国編)                           | 12. Aug. 1999          | 6. Apr. 2003                          | Um die Welt 1 |
| 25         | 25        | In China: Nicht alles ist Gold, was glänzt       | Takin (Chūgoku Hen) / ターキン(中国編)                         | 13. Aug. 1999          | 6. Apr. 2003                          | Um die Welt 1 |
| 26         | 26        | In Nordeuropa: Wir machen den Elchtest!          | Herajika (Hokuō Hen) / ヘラジカ(北欧編)                        | 30. Aug. 1999          | 6. Apr. 2003                          | Um die Welt 2 |
| 27         | 27        | In Nordeuropa: Biber Boys                        | Beaver (Hokuō Hen) / ビーバー(北欧編)                          | 31. Aug. 1999          | 6. Apr. 2003                          | Um die Welt 2 |
| 28         | 28        | In Nordeuropa: Süß oder Streich                  | Halloween (Hokuō Hen) / ハロウィン(北欧編)                     | 1. Sep. 1999           | 3. Aug. 2003                          | Um die Welt 2 |
| 29         | 29        | Am Nordpol: Ich möchte ein Eisbär sein           | Hokkyokuguma (Hokkyoku Hen) / ホッキョクグマ(北極編)           | 2. Sep. 1999           | 13. Apr. 2003                         | Um die Welt 2 |
| 30         | 30        | Am Nordpol: Ich bin das Walross                  | Seiuchi (Hokkyoku Hen) / セイウチ(北極編)                      | 3. Sep. 1999           | 13. Apr. 2003                         | Um die Welt 2 |
| 31         | 31        | In der Savanne: Mit und ohne Streifen            | Lion (Savanna Hen) / ライオン(サバンナ編)                      | 6. Sep. 1999           | 13. Apr. 2003                         | Um die Welt 2 |
| 32         | 32        | In der Savanne: Und noch dazu: Ein Gnu           | Gnu (Savanna Hen) / ヌー(サバンナ編)                           | 7. Sep. 1999           | 13. Apr. 2003                         | Um die Welt 2 |
| 33         | 33        | In der Savanne: Lange Hälse                      | Kirin (Savanna Hen) / キリン(サバンナ編)                       | 8. Sep. 1999           | 18. Apr. 2003                         | Um die Welt 2 |
| 34         | 34        | In Nordamerika: Tornado                          | Tatsumaki (America Dai Sōgen Hen) / たつまき(アメリカ大草原編) | 9. Sep. 1999           | 18. Apr. 2003                         | Um die Welt 2 |
| 35         | 35        | In Nordamerika: Kennst du schon das Bison?       | Bison (America Dai Sōgen Hen) / バイソン(アメリカ大草原編)     | 10. Sep. 1999          | 18. Apr. 2003                         | Um die Welt 2 |
| 36         | 36        | Auf nach Westen: Pionierarbeit                   | Kaitakusha (America Seibu Hen) / 開拓者(アメリカ西部編)        | 13. Sep. 1999          | 18. Apr. 2003                         | Um die Welt 2 |
| 37         | 37        | Auf nach Westen: Bärenstark!                     | Haiiroguma (America Seibu Hen) / ハイイログマ(アメリカ西部編)  | 14. Sep. 1999          | 18. Apr. 2003                         | Um die Welt 2 |
| 38         | 38        | Auf nach Westen: Otter machen Spaß               | Rakko (America Seibu Hen) / ラッコ(アメリカ西部編)             | 15. Sep. 1999          | 18. Apr. 2003                         | Um die Welt 2 |
| 39         | 39        | Am Roten Meer: Korallenrote Korallen             | Sangoshou (Kōkai Hen) / サンゴ礁(紅海編)                       | 16. Sep. 1999          | 18. Apr. 2003                         | Um die Welt 2 |
| 40         | 40        | Am Roten Meer: Skorpion oder Fisch?              | Lolita to Kasago (Kōkai Hen) / ロリータとカサゴ(紅海編)        | 17. Sep. 1999          | 18. Apr. 2003                         | Um die Welt 2 |
| 41         | 41        | In Afrika: Ein Elefant vergisst nichts           | African Zō (Nettai Africa Hen) / アフリカ象(熱帯アフリカ編)    | 20. Sep. 1999          | 18. Apr. 2003                         | Um die Welt 2 |
| 42         | 42        | In Afrika: Das Pferd vom Nil                     | Kaba (Nettai Africa Hen) / カバ(熱帯アフリカ編)                | 21. Sep. 1999          | 18. Apr. 2003                         | Um die Welt 2 |
| 43         | 43        | In Afrika: Von Mücken umschwärmt                 | Ka (Nettai Africa Hen) / 蚊(熱帯アフリカ編)                    | 22. Sep. 1999          | 19. Apr. 2003                         | Um die Welt 2 |
| 44         | 44        | Auf Madagaskar: Affenbrotbäume                   | Baobab (Madagascar Hen) / バオバブ(マダガスカル編)             | 23. Sep. 1999          | 19. Apr. 2003                         | Um die Welt 2 |
| 45         | 45        | Auf Madagaskar: Wer hat die Kokosnuss geklaut?   | Aye-Aye (Madagascar Hen) / アイアイ(マダガスカル編)            | 24. Sep. 1999          | 19. Apr. 2003                         | Um die Welt 2 |
| 46         | 46        | Auf Galapagos: Na, du Leguan                     | Iguana (Galapagos Hen) / イグアナ(ガラパゴス編)                | 27. Sep. 1999          | 19. Apr. 2003                         | Um die Welt 2 |
| 47         | 47        | Auf Galapagos: Freiheit für die Wale!            | Kujira (Galapagos Hen) / クジラ(ガラパゴス編)                  | 28. Sep. 1999          | 19. Apr. 2003                         | Um die Welt 2 |
| 48         | 48        | Auf Galapagos: Fliegende Schildkröten            | Zougami (Galapagos Hen) / ゾウガメ(ガラパゴス編)               | 29. Sep. 1999          | 20. Apr. 2003                         | Um die Welt 2 |
| 49         | 49        | In der Antarktis: Bitte im Frack kommen!         | Penguin (Nankyoku Hen) / ペンギン(南極編)                      | 30. Sep. 1999          | 20. Apr. 2003                         | Um die Welt 2 |
| 50         | 50        | In der Antarktis: Ein Tintenfisch sieht schwarz  | Kyodai Ika (Nankyoku Hen) / 巨大イカ(南極編)                   | 1. Okt. 1999           | 20. Apr. 2003                         | Um die Welt 2 |